# Týnec nad Labem
Týnec nad Labem (v místním nářečí (Labská) Tejnice, německy Elbeteinitz) je město v okrese Kolín 11 km východně od Kolína, na výrazném vrchu tyčícím se nad řekou Labe. Žije zde přibližně 2 200 obyvatel. Historické jádro města je od roku 2003 městskou památkovou zónou.

## Název
Název města je odvozen od slova týn (plot), které označovalo chráněnou osadu neboli osadu chráněnou plotem. V historických pramenech se název objevuje ve tvarech: Tinec (1110), „in Thyncz“ (1306), Tynecz (1352, 1362 až okolo roku 1405), Tynecz super Albea (1367), „v Týnci na Labi“ (1381), „u Tynce“ (1423), Tajnec nad Labem (1515), Labská Tegnice, Tegnice nad Labem nebo německy Elbe Teinitz a Teinitz ob der Elbe (1837). V lidovém podání se používá název Labská Tejnice.

## Historie

### Pravěk
Osídlení Týnce a okolí započalo dle archeologických nálezů již v době bronzové. Výběr místa osídlení byl dán jeho strategickou a výhodnou polohou u řeky Labe, která byla od nepaměti využívána jako dopravní a obchodní tepna. Existoval zde brod a přístaviště a zároveň skalnatý vyvýšený terén poskytoval spolu s ohradou z dřevěných klád (Týn) potřebnou ochranu. Dnešní Týnec je složen ze třech místních částí. Všechny tyto části mají svůj původ odvozen od hradišť z doby bronzové halštatské a laténské. Nejstaršími archeologickými nálezy z mladší a pozdní doby bronzové jsou známy Lžovice (dříve Jelčovice). Dnešní místní část Týnce nad Labem leží na místě původního hradiště založeného na ostrohu nad soutokem řeky Labe a Doubravy zvaném Lžovická stráň s nadmořskou výškou 241 m. Hradiště bylo pomezním opevněním lidu lužických popelnicových polí (1300 př. n. l.) Směrem ke Kolínu se nacházelo území středočeské kultury knovízské a štítarské. Další významné archeologické nálezy se vztahují ke keltskému osídlení a byly učiněny v již výše zmíněné lokalitě Kolo. Zde bylo archeologickými výzkumy prokázáno laténské hradiště založené někdy ve 2. století př. n. l. (počátek mladší doby železné) na místě staršího sídla, které bylo opuštěno několik století dříve. Nejstarší nálezy v této lokalitě však pocházejí z období neolitu a mladší doby bronzové a několik artefaktů z halštatského období. Pod místním názvem Kolo se skrývá skalnatý ostroh (jeden z nejsevernějších výběžků Železných hor) o rozloze přibližně 9 ha s nejvyšším bodem v nadmořské výšce 225 metrů, který je z jedné strany obtékán řekou Labe a z druhé je obklopen tůněmi a mokřady, pozůstatky labského ramene. Z toho lze usuzovat, že Kolo kdysi bývalo ostrovem. V místní části Vinařice se zřejmě nacházelo laténské strážní hradiště, ale jsou prokázány i archeologické nálezy z mladší doby bronzové. Další zajímavé nálezy z období lužického byly učiněny v prostoru Sváravy a pod blízkým kopcem Šibeník (přírodní rezervace – Duny u Sváravy), kde bylo objeveno pohanské pohřebiště lužické kultury.

### Středověk

#### Slovanské osídlení
V 7. a 8. století bylo okolí Týnce osídleno Slovany. Nad soutokem řek Doubravy a Labe, v místě dnešní místní části Lžovice, vzniklo raně středověké hradiště. V prostoru dnešního historického centra Týnce nad Labem zřejmě v místech, kde se nyní nachází kostel svatého Jana Křtitele, fara a dětské hřiště vznikl v 10. století opevněný dvorec (týn).

#### První písemné zmínky
První zmínka o Týnci (tehdy Týnec nad vršky) pochází z roku 1110 a lze ji nalézt v Kosmově kronice. Zápis popisuje setkání pražského knížete Vladislava s jeho bratrancem, olomouckým knížetem Otou II. dne 1. května 1110. Kosmas se tohoto setkání osobně účastnil. V této době je Týnec uváděn ještě jako ves (villae). Další písemná zpráva pochází z roku 1186, kdy manželka knížete Bedřicha dává, spolu s kostelem Na bojišti v Praze, Týnec nad Labem, Ledce (zaniklá obec) a Netřebice (Nymbursko) klášteru johanitů. Poté Týnec přešel do majetku Sedlnických z Choltic a následně směnou v první polovině 14. století přešel do vlastnictví kláštera sedleckého. Týnec se v této době rozvíjel jako významné sídlo a kolem roku 1306 je již uváděn jako město (civitas).

#### V majetku sedleckého kláštera
Sedlecký opat zde nechal postavit nový kostel Stětí sv. Jana Křtitele, který byl od roku 1357 kostelem farním. Předpokládá se, že spolu s farou zde vznikla i rezidence cisterciáků (řádové sestry). Centrálním prostorem města bylo protáhlé trojúhelníkové tržiště, jehož pomyslný vrchol se nacházel na severu, kde se sbíhaly důležité cesty (nejdůležitější z Chlumce nad Cidlinou a Nového Bydžova). Směrem k jihu, kde se nalézá nejvyšší vrchol městečka se prostor rozšiřuje. Jihovýchodní kout ústil do ohrazeného Týna. Na západní straně směrem z tržiště vedla komunikace svažující se k přívozu. Situace půdorysu reagovala jak na tvar ostrožny, na které je město vybudováno, tak na postavení komunikací. Roku 1339 zde povolil král Jan Lucemburský postavit mlýny a v téže době byla pro ochranu poutníků, horníků a cestujících z Chlumce, Nového Bydžova a Hradce Králové do Kutné Hory po odbočce „Trstenické stezky“ postavena u přívozu hospoda zřejmě s ozbrojenou posádkou.

#### Husitské války
Během husitských válek došlo roku 1421 se současným vypálením cisterciáckého kláštera v Sedlci zřejmě i k vypálení jeho týnecké pobočky. Po roce 1421 se majetku Cisterciáků se zmocnil Diviš Bořek z Miletínka. Vlastnictví Týnce pány z Miletínka byl legalizováno až roku 1436, kdy král Zikmund zastavil právoplatně Týnec Vaňkovi z Miletínka. Vaněk z Miletínka „vyzdvihl“ v Týnci tvrz zvanou Hrad, proto byl nazýván Vaněk „Vyzdvihovač“. Následně panství měnilo majitele a bylo zastavováno. Od husitských válek bylo město nekatolické.

### Novověk

#### Období renesance
Vývoj města v 16. století významně ovlivnili Pernštejnové. V roce 1502 koupil panství pan Vilém z Pernštejna, a to na základě listiny krále Vladislava Jagelonského z téhož roku. Za Perštejnů došlo k velkému rozvoji města. Vilém z Pernštejna byl vynikající hospodář a velmi na svých panstvích podporoval rybníkářství, které bylo po Jindřichohradecku a Třeboňsku třetí v Českém království. Celkem zde bylo založeno 14 rybníků. V domě na náměstí č. p. 6 byl založen pivovar, do kterého byla voda vedena dřevěným potrubím ze staré původní vodárničky v dnešní Vodárenské ulici. Za pana Viléma byl postaven dřevěný most přes Labe s domem č. p. 92, ve kterém byl zřízen úřad celného. Most se před rokem 1585 dostal i do městského znaku. V roce 1560 bylo pardubické i týnecké panství Perštejny prodáno následníkovi trůnu arciknížeti Maxmiliánovi II. a spravováno královskou komorou. V roce 1580 přišla do Týnce morová nákaza, které podlehlo mnoho obyvatel. Po roce 1586 zde byla vedle masných krámů v nejširším místě náměstí vystavěna renesanční radnice s podloubím a prostorným mázhausem. U radnice stála též obecní studna. Také měšťanské domy byly renesančně přestavěny a získaly podloubí a klenuté přízemky. Před rokem 1586 byl také pro potřeby vrchnosti postaven panský tzv. Velký dům č. p. 2. Ve městě byla také zřízena obecní lázeň. V roce 1588 došlo k velkému zemětřesení, které postihlo pravý i levý břeh Labe od Kolína po Přelouč. K největším škodám došlo v Týnci a také nedaleké Kutné Hoře a Čáslavi. V roce 1606 císař Rudolf II. jmenoval Týnec nad Labem královským komorním městem s právem dvou trhů výročních (jarmarků) a jednoho týdenního trhu na dobytek a přízi. V roce 1610 došlo k velkému požáru, při kterém město skoro celé vyhořelo. V návaznosti na tuto událost císař a král Matyáš II. povolil svému komornímu městu další výroční trh.

#### Období baroka
V období třicetileté války bylo město vzhledem ke své strategické poloze několikrát obsazeno a poničeno požáry. V roce 1634 obsadili město Sasové a v letech 1639 a 1643 Švédové. V průběhu války byla ztracena městská privilegia, která byla obnovena 4. srpna 1638 Ferdinandem III. Rok 1649 je spojen s výjimečnou událostí, a tou bylo založení první týnecké školy. Při sčítání lidu v roce 1651 bylo zjištěno 157 obyvatel. V dalším sčítání obyvatelstva v roce 1654 zde bylo evidováno už jen 27 rolníků, 6 chalupníků a 13 zahradníků. Po ukončení třicetileté války v roce 1648, ale i v jejím průběhu zde probíhala katolická reformace. V roce 14. dubna 1675 bylo při kostele založeno literátské bratrstvo (sdružení měšťanů a drobných řemeslníků), jehož zakladatelem byl kněz František Rohan. Na podporu rekatolizace obyvatel Týnecka, zde byla dokonce 10. června 1735 jezuity za účasti P. Antonína Koniáše podniknuta misie.

#### Selské bouře a požáry
Nedobrý stav města se ještě zhoršil, na začátku 18. století. V roce 1709 protáhli Týncem vzbouření sedláci a následně došlo k požáru 14 stavení. Město poničily i další požáry, a to v roce 1722, kdy hořela radnice, v roce 1730 vznikl požár na faře a v roce 1763 v zálabském mlýně. Do poloviny 18. století se město nijak nerozvíjelo, což ukazuje i porovnání počtu domů v roce 1654 (55 domů z toho 9 pustých) a v roce 1757 (88 domů).

#### Prusko-rakouské války
Nástupem Marie Terezie na trůn započaly války o rakouské dědictví, které se významně dotkly i Týnce. Od listopadu 1741 do června 1742 zde byla trvale pruská posádka, která odtáhla až po bitvě u Chotusic. V roce 1744 došlo u Týnce nad Labem ke střetnutí rakouského a pruského vojska. Při této bitvě došlo ke zničení dřevěného perštejnského mostu. Sto let byl potom v Týnci jen přívoz. 

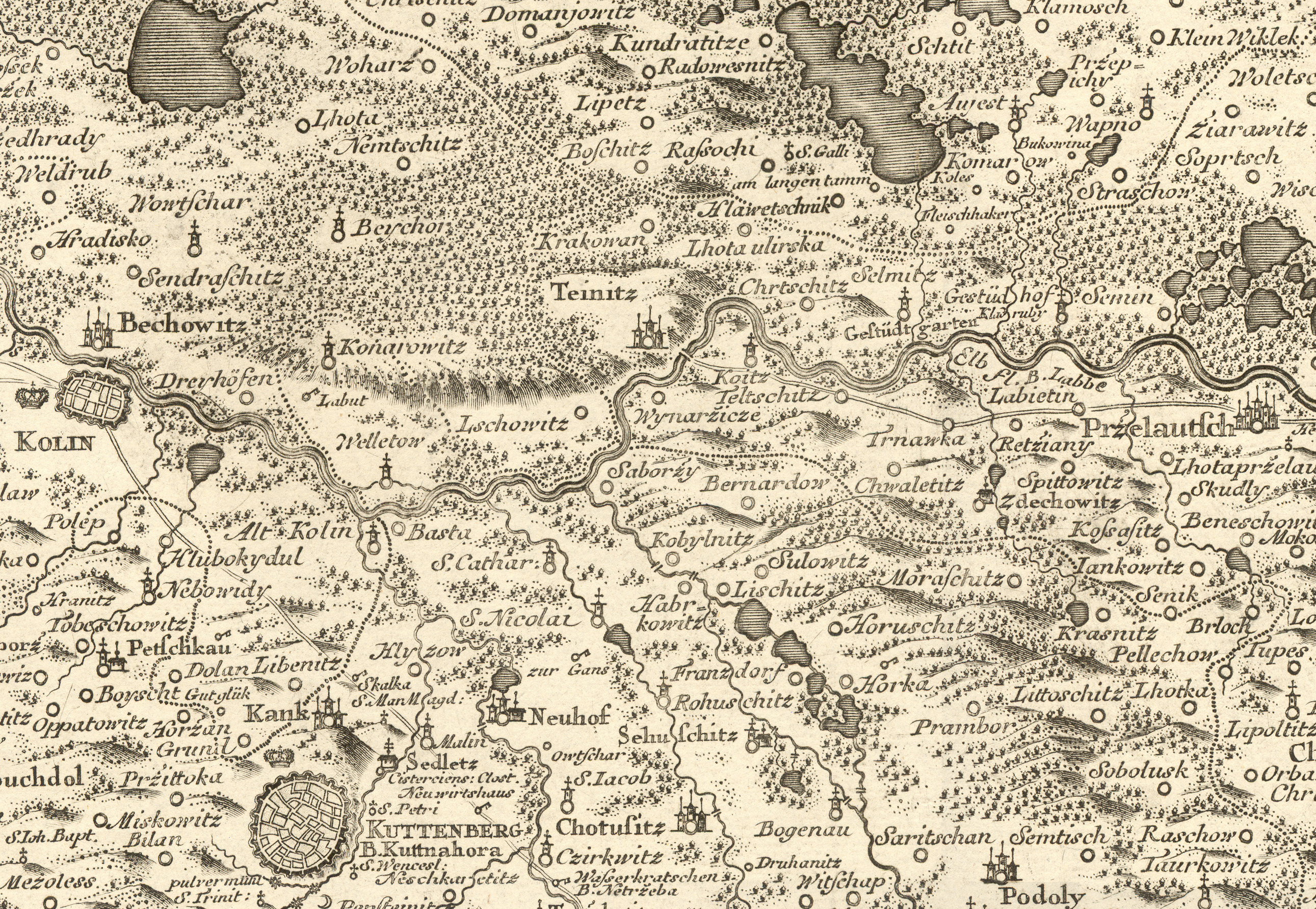
Týnec nad Labem (Teinitz) na Müllerově mapě Čech z roku 1720. detail mapového listu č. 14.

V roce 1720 vznikla první mapa Čech vypracovaná na geometrickém podkladu. Byla vytvořena německým geodetem vojenským inženýrem Johannem Christopherem Müllerem, na níž je zakreslen Týnec nad Labem.

#### Poválečné období obnovy a rozvoje
Uzavřením míru v roce 1763 znamenalo začátek období rozvoje jak pro české země, tak i pro Týnec. Město se stavebně obnovilo, navrátil se obchod a rozvíjela se řemesla a průmysl. Dvorským dekretem z 11. listopadu 1750 byl při každém výročním trhu dovolen trh na přízi a velmi vyhlášený trh dobytčí. V letech 1780-81 byl postaven stavitelem F. T. Jedličkou na místě zbořeného staršího gotického nový pozdně barokní kostel Stětí sv. Jana Křtitele. Nově vybudována byla i fara. V roce 1776 byla na místě staré školy postavena škola nová. Při škole bylo zavedeno vyučování šití, pletení a předení vlny. V roce 1767 byla v blízkosti kostela postavena socha sv. Jana Křtitele. V roce 1770 byla v Týnci zřízena poštovní stanice pro přepřahání koní na trase Hradec Králové – Čáslav. V roce 1782 byla na jižní straně náměstí postavena nová pozdně barokní radnice, neboť stará radnice se v roce 1731 částečně zřítila. V roce 1786 byl za městem založen nový hřbitov s kaplí Panny Marie Sedmibolestné a také probíhala nová výstavba mezi tímto hřbitovem a náměstím v dnešní ulici Krále Jiřího, a dále v napojující se dnešní Žižkově ulici. V menší míře probíhala též výstavba na svahu mezi náměstím a řekou.

### Moderní dějiny

#### Devatenácté století

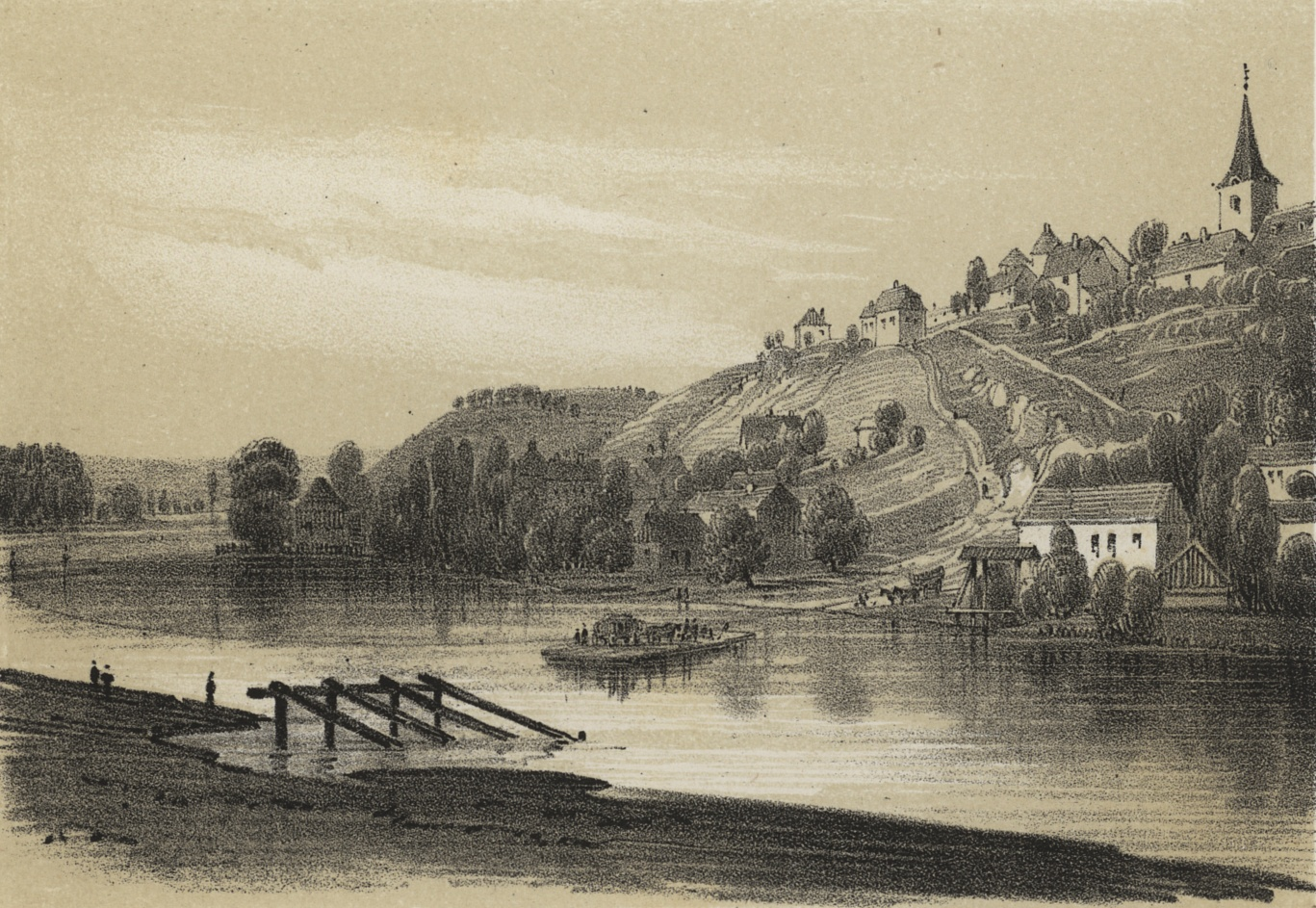
Pohled na Týnec v roce 1845 ze železniční trati

Díky strategické poloze města zde docházelo k rozvoji mnoha řemesel a vzniku řady profesních organizací – cechů. K nejstarším cechům patřily cech mlynářský, plátenický, tkalcovský, barvířský, řeznický, kovářský, ševcovský a další. U zrodu průmyslového rozvoje stály především týnecké mlýny, pravobřežní Podměstský a levobřežní Podskalský. Nacházel se zde pivovar, pro který byla zřízena i chmelnice v prostoru u podměstského mlýna. V poslední čtvrtině 18. století v Týnci vzniká první manufaktura Dobrovských, která se zabývala spřádáním vlny. Dalším významnou dílnou byla koželužna založená Janem Tichým, která se nalézala též v blízkosti podměstského mlýna a zmíněné chmelnice. Po smrti zakladatele Jana Tichého dílnu odkoupil Jan Nepomuk Harrer, syn koželuha z Jindřichova Hradce. V roce 1786 postavil Jan Harrer na pravém břehu Labe novou koželužnu, kterou zřejmě projektoval drážďanský architekt Christian Friedrich Schuricht, pozdější stavitel zámku Kačina. Období prosperity narušil v roce 1834 požár, při kterém vyhořela nová škola, kostel a 39 stavení. V kostele byla zničena nádherná nástropní malba od Josefa Kramolína, rozlily se zvony Veliký Jan z roku 1569 a Ježíš z roku 1812.

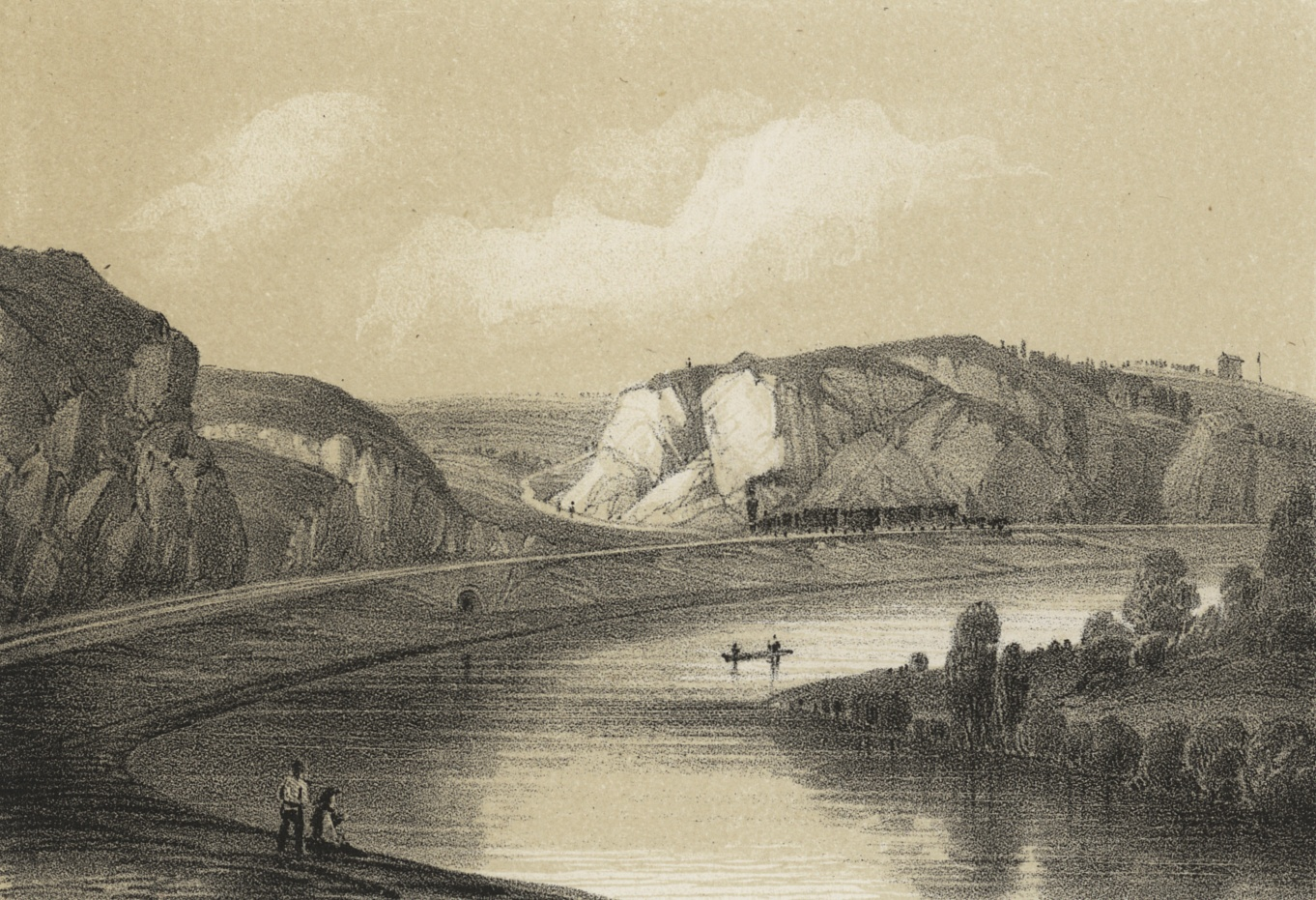
Železniční trať Olomouc – Praha v údolí Labe u Týnce nad Labem

Rozvíjelo se i spojení se sousedními sídly stavbou nových komunikací. V roce 1839 byla dokončena výstavba nové silnice z Chlumce nad Cidlinou a byl postaven nový dřevěný most přes Labe. Další významnou událostí byl nákup podskalního mlýna Václavem Pernerem. Jeho synové Ferdinand a Jan zařídili ve mlýně strojírnu, která se stala významným týneckým podnikem. V roce 1879 získala rodina Pernerů do svého majetku i v roce 1877 vyhořelý tzv. Podměstský mlýn. Ferdinand Perner mlýn opravil a uvedl znovu do provozu. Část mlýna přestavěl v historizujícím stylu na honosné rodinné sídlo. Synovec Václava Pernera, Ing. Jan Perner se podílel na projektování a výstavbě železniční trati z Olomouce do Prahy o délce 250 km a byl odpovědný za úsek z Pardubic do Prahy. V úseku u Týnce museli odstřelem odstranit skálu na levém břehu Labe. V srpnu 1845 dorazil do Prahy první vlak v čele s lokomotivou „Böhmen“, řízenou výše zmíněným Ing. Janem Pernerem.
V roce 1851 zde byl zřízen poštovní úřad. Po roce 1850 byla v Týnci zřízena vojenská posádka a v prostoru Lžovic vojenská střelnice. V 80. letech 19. století se zde začal s příchodem perleťářů z Vídně (mistři Jindřich Podaný a Jan Šantrůček) rozvíjet perleťářský průmysl. Následně přicházeli další mistři. Perleťáři ovlivnili kulturní život města založením mužský pěveckého sboru. Velkým pokrokem bylo zavedení elektrického proudu pro pernerovské strojírny a objekty. Elektrický proud vyrábělo dynamo s turbínou Siemens-Halske. V roce 1889 zde vznikla Občanská záložna a v roce 1892 vznikl při zdejší poště telegrafní úřad.

#### První polovina 20. století
První dekáda 20. století znamenala útlum a stagnaci průmyslu. Perleťářská výroba byla ovlivněna nedostatkem surovin a objevem syntetického plastu tzv. galalitu, ze kterého se začaly vyrábět knoflíky. Výrobu omezila i koželužna a v úpadku bylo i tkalcovské řemeslo. Začátek století je i zde poznamenán sociálním neklidem, nespokojeností, formováním odborového hnutí a protesty dělníků především v pernerovských strojírnách. V době první světové války byla výroba v pernerovských strojírnách nuceně částečně převedena na válečnou výrobu. V roce 1905 byla mezi náměstím a kostelem postavena nová škola. V roce 1917 byl v Týnci firmou Schroll z Nového Bydžova vybudován vodovod. 
Po roce 1918 byl v lokalitě Na Stráni pod památným „Melasovým kaštanem“ postaven pomník padlým, jehož autorem byl sochař Maxim Zemanec. Ve dvacátých a třicátých letech 20. století se Týnec stal výletním místem. Na pravém břehu řeky Labe v lokalitě Pod hradem vznikly říční lázně „Paloučka“ a tenisové kurty. V roce 1930 byla na náměstí postavena budova pošty a Občanské záložny s bustou Aloise Rašína v průčelí od sochaře Khuna. Projekt vypracoval architekt Sklenář z Kolína a objekt stavěli týnečtí stavitelé Funda a Zámiš. 
Mezi lety 1920 a 1930 probíhala jižním směrem od ulice Krále Jiřího (ke hřbitovu) rodinná výstavba a byl vybudován věžový vodojem, který se stal dominantou města.
V období po Mnichovské dohodě se zvýšil počet obyvatel Týnce, neboť došlo k přistěhování několik stovek obyvatel ze Sudet. V době 2. světové války vystavěla německá armáda v blízkosti Týnce a Krakovan radarové středisko a v Týnci byla umístěna německá posádka. V prostoru Týnce byl vybudován zákopový systém a dřevěné bunkry chránící most. Tyto objekty byly v roce 1945 před koncem války vyhozeny do povětří.

#### Druhá polovina dvacátého století
V letech 1953–56 proběhla u „Šedivova borku“ (jižně od silnice do Chlumce nad Cidlinou) výstavba družstevního kravína a v roce 1961 výstavba haly pro chov slepic mezi Týncem a místní částí „Bambousek“ (při silnici do Kladrub nad Labem). V ulici „Výmol“ byly vystavěny dva bytové domy. V 70. letech 20. století došlo v Týnci k intenzivní stavební činnosti, a to především v souvislosti s budováním labské vodní cesty a vybudováním tepelné elektrárny v blízkých Chvaleticích. V letech 1973–1977 bylo mezi mostem a ústím říčky Doubravy prokopáno nové přímé koryto s plavební komorou a vybudován nový most, který nahradil starý dřevěný. Severně od družstevního kravína při silnici do Chlumce nad Cidlinou byla vybudována nová elektrická rozvodna a nad Bělohorskou ulicí na opačné straně města byl postaven areál kanceláří a ubytoven stavby. Dalším stavebním počinem období socialismu byla v letech 1977–81 novostavba obchodního domu „Racek“ na severním nároží náměstí a ulicí Krále Jiřího včetně vybudování asfaltového parkoviště na protějším nároží. Kvůli stavbě parkoviště byly demolovány původní historické renezanční domy s podloubími. V letech 1972-74 byla postavena ve Flosově ulici mateřská školka, která byla kolem roku 1980 rozšířena o nové budovy. V roce 1980 vznikla na „Štramplochu“ chatová rekreační kolonie. V 80. letech 20. století se budují především novostavby rodinných a řadových domů, a to v lokalitě mezi Bělohorskou ulicí a hřbitovem, a dále na území severně a jihovýchodně od tvrze zvané Hrad. Novostavby rodinných domků vyrostly i severovýchodně pod kostelem. Po roce 1989 přichází i další rozvoj a období budování města. Byla dokončena stavba druhého pavilonu školy a v roce 1993 se pokračovalo ve výstavbě školní jídelny, kuchyně a dílen. Další investicí v rámci školy byla výstavba nové sportovní haly. Nově byl také zastřešen druhý pavilon MŠ a vybudovány nové bytové jednotky provedením nástaveb bytových domů u čp. 64 a 48. Vznikly také nové komunikace Hradecká, Willingerova, Na Vinici, 1. Máje a Ve výmolu. Od devadesátých let 20. století se v souvislosti se zřícením krovu a střešního pláště změnila tvrz ve zříceninu. V roce 2003 bylo historické centrum Týnce nad Labem prohlášeno městskou památkovou zónou. V roce 2006 byla provedena oprava část silnice II/327 (průtah městem). Součástí této akce bylo položení nové kanalizace a oprava chodníků. V roce 2013 proběhla rekonstrukce školního hřiště a bylo provedeno zateplení jednoho pavilonu základní školy a původního pavilonu mateřské školy. V letech 2013–2015 byla vybudována splašková kanalizace, a to ve všech částech města včetně oprav chodníků. Nový chodník spojil Týnec s městskou částí „Bambousek“.

Týnec nad Labem na historických mapách
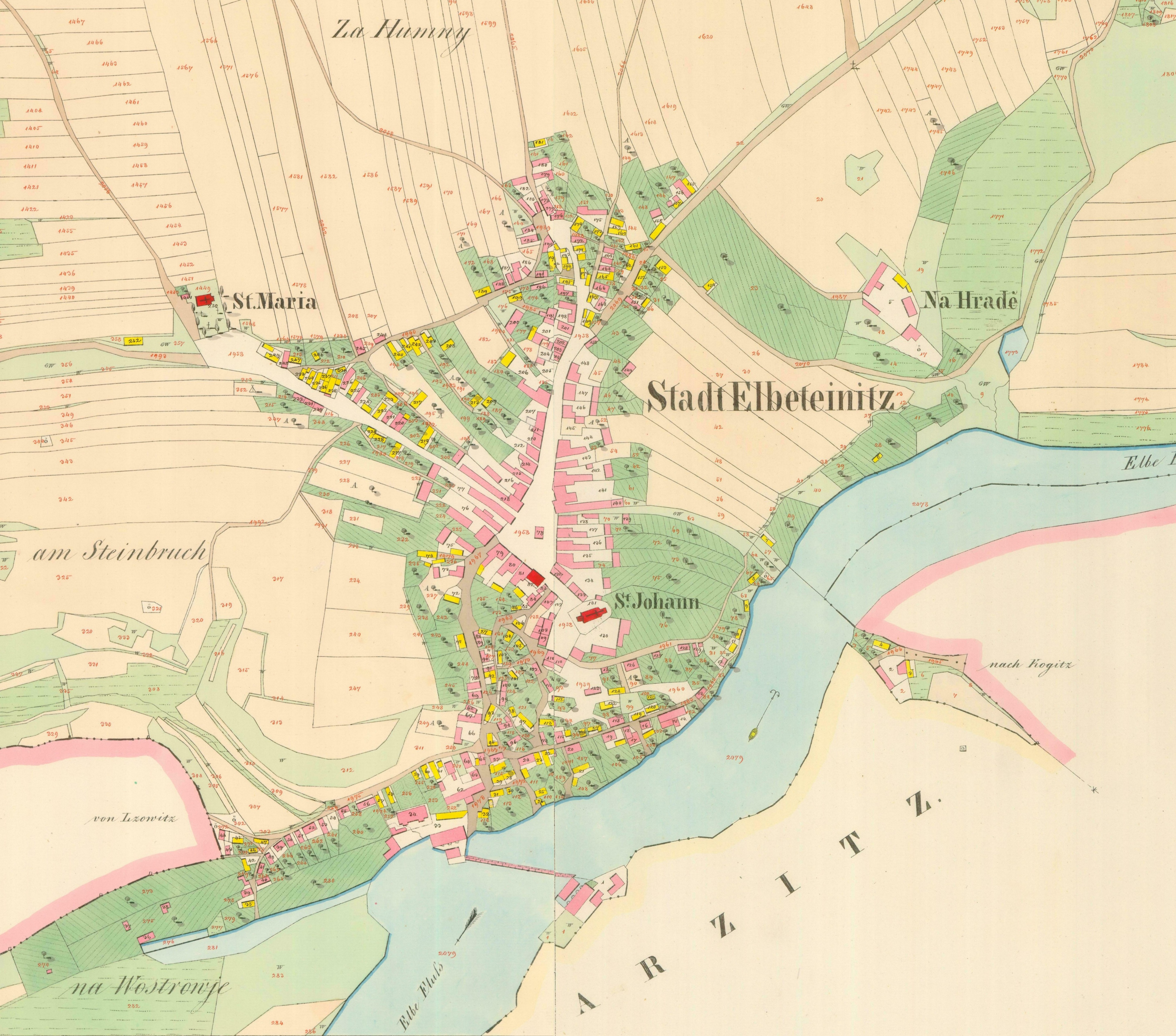
Týnec nad Labem na císařských otiscích map stabilního katastru, stav v roce 1839
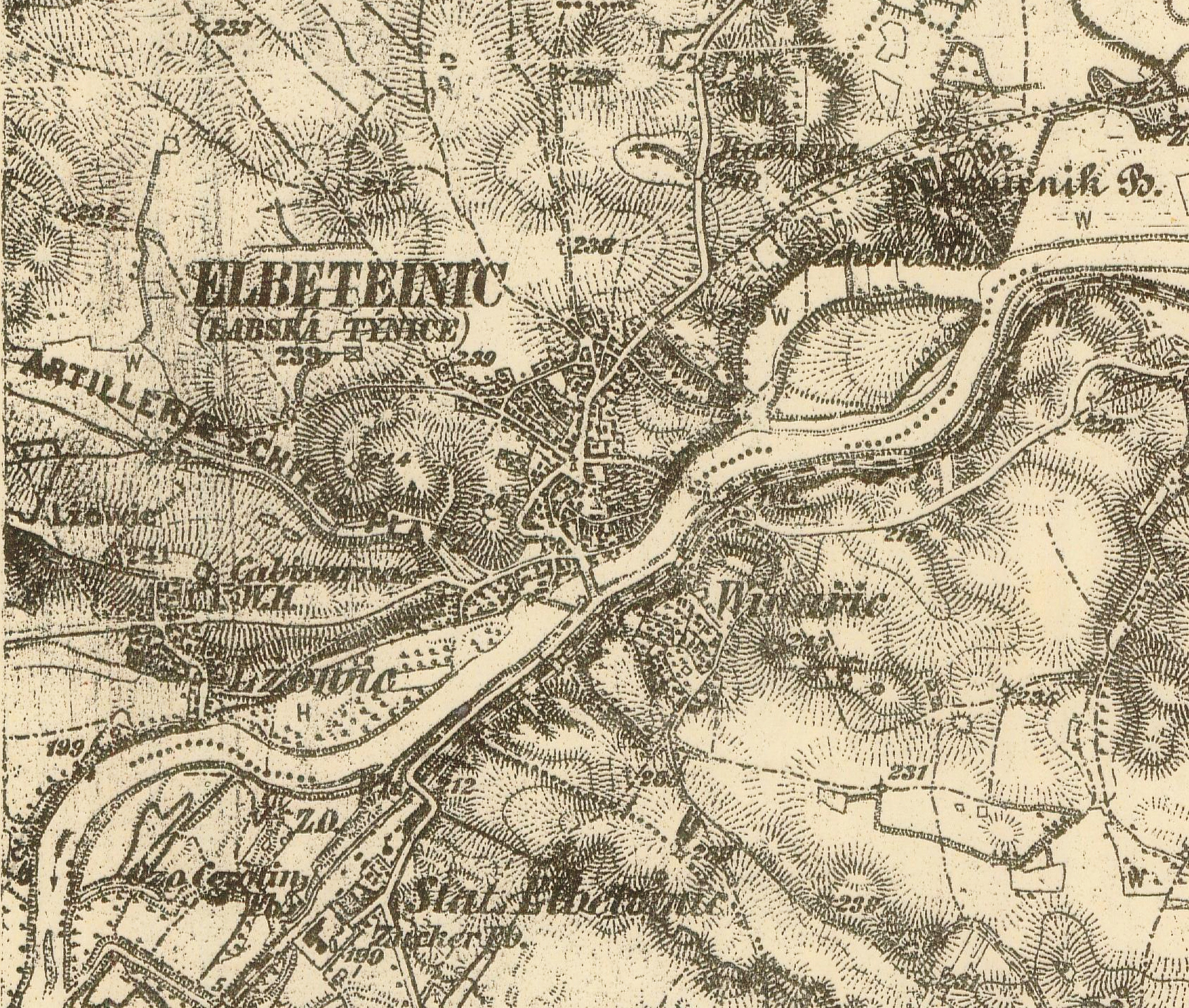
Týnec nad Labem na mapě 3. vojenského mapování, před rokem 1941
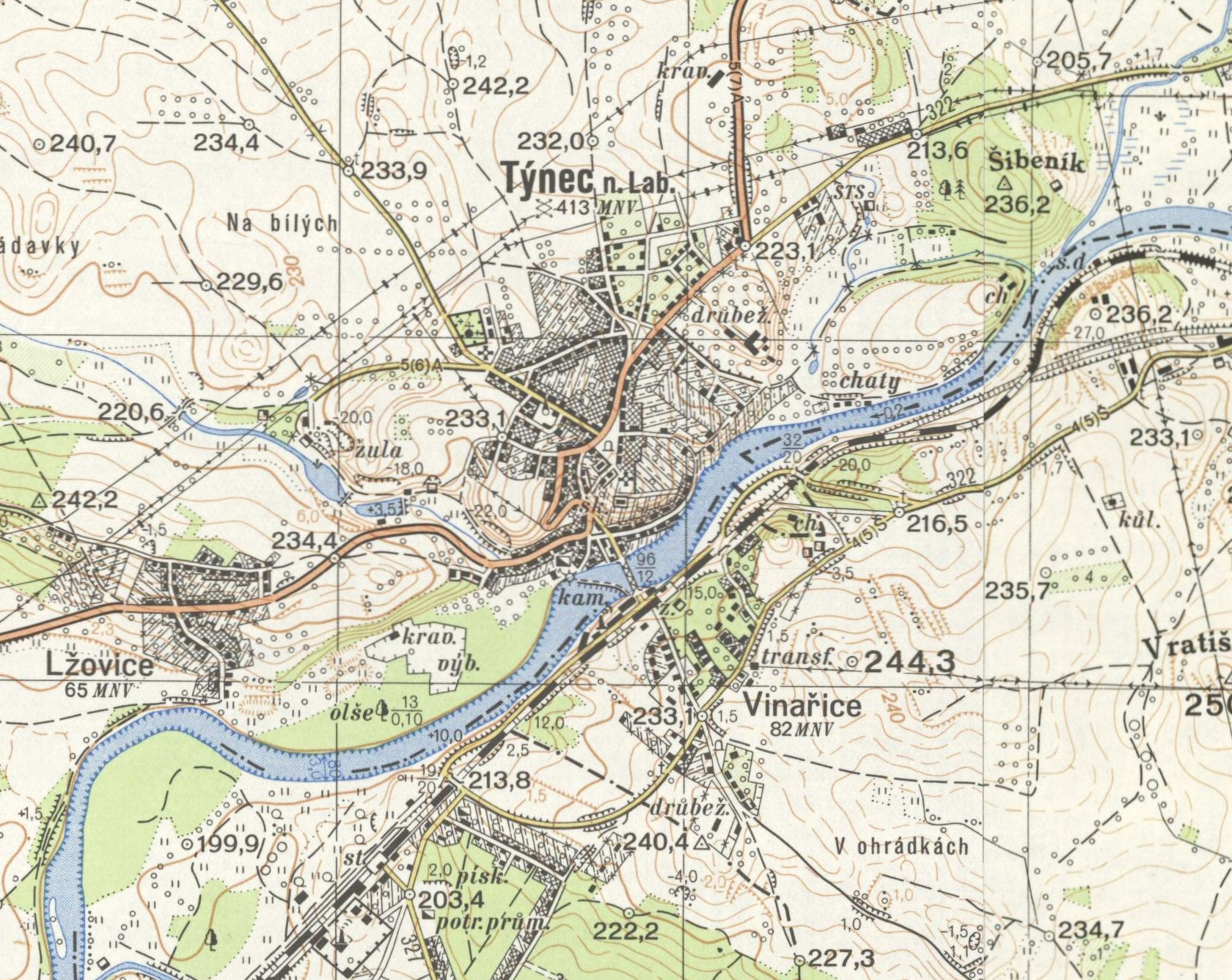
Týnec nad Labem na topografické mapě z roku 1956

## Přírodní poměry
Město se nachází na východním okraji Středočeského kraje při hranících s krajem Pardubickým v severním výběžku Železných hor. Horské pásmo zde končí a terén pozvolna stoupá do Východolabské tabule a dál na západě do Středolabské tabule. Týnec nad Labem leží 12 km východně od města Kolín, 14 km západně od města Přelouč, 14 km Jjihozápadně od města Chlumec nad Cidlinou a 12 km severovýchodně od města Kutná Hora.
Polohu města určuje především tok řeky Labe. Ta na svém přístupu k městu vytvořila masivní průlom v pásmu Železných hor, které pokračuje i na pravý břeh řeky. Tento průlom je také někdy označován za „bránu do Středních Čech“.
Na pravém břehu řeky východně od města se na ploše 78 ha se v nadmořské výšce 202–204 m nachází přírodní rezervace Týnecké mokřiny, která tvoří jakousi hranici mezi Východolabskou tabulí a výběžkem Železných hor. Týnecké mokřiny se staly společně s dalšími přírodními rezervacemi nařízením vlády České republiky součástí Evropsky významné lokality soustavy NATURA 2000. 
Na východ od města ve vzdálenosti asi 1,3 km se nalézá vyvýšenina Šibeník s nadmořskou výškou 237 metrů. Mezi touto vyvýšeninou a ostrožnou, na které leží Týnec nad Labem se táhne hluboké údolí, které kdysi bývalo labským ramenem a tvořilo ostrov s vyvýšeninou Kolo v nadmořské výšce 225 metrů. Řeka Labe městem protéká od východu na západ a dělí je na dvě části propojené mostem (v určitých dobách pouze přívozem). Krajina na severozápad od města je převážně zalesněná smíšenými lesy s terénem mírně se zvedajícím do Východolabské tabule, kde se nachází vyvýšeniny Zádušní les (259,5 metrů) a Homole (279 metrů) Terén jihozápadně od města je ovlivněn rozšířením koryta řeky Labe, neboť do ní z jihovýchodu přitéká řeka Doubrava. V okolní krajině se uplatňují pole, louky a množství slepých ramen. 
Současný Týnec nad Labem se skládá ze tří místních částí, a to z vlastního Týnce nad Labem a dále z integrovaných obcí Lžovic a Vinařic. Historické jádro a dominantní část města se rozkládá na pravém břehu řeky Labe na skalnatém ostrohu v nadmořské výšce 238 m. Místní část Lžovice se nachází na skalnatém ostrohu zvaném Lžovická stráň v nadmořské výšce 241 m a přiléhá k Týnci ze západu a leží též na pravém břehu řeky Labe. Místní část Vinařice se nachází na skalním výběžku při levém břehu řeky Labe.

## Obyvatelstvo
Pro porovnání v roce 1757 se uvádí v Týnci 88 domů a v roce 1843 je zde doloženo 291 domů a 2 125 obyvatel. V osmdesátých letech 19. století bylo v Týnci evidováno 2 345 obyvatel, což bylo historicky nejvíce od založení města. Od konce 19. století do roku 2016 počet obyvatel už nadále jen klesal. Pokles oproti roku 2016 činí 315 obyvatel.
| Rok            | 1869  | 1880  | 1890  | 1900  | 1910  | 1921  | 1930  | 1950  | 1961  | 1970  | 1980  | 1991  | 2001  | 2011  | 2021  |
| -------------- | ----- | ----- | ----- | ----- | ----- | ----- | ----- | ----- | ----- | ----- | ----- | ----- | ----- | ----- | ----- |
| Počet obyvatel | 2 992 | 2 813 | 2 739 | 2 668 | 2 558 | 2 403 | 2 320 | 2 226 | 2 154 | 2 068 | 1 941 | 1 912 | 1 860 | 1 968 | 2 090 |
| Počet domů     | 460   | 363   | 360   | 376   | 392   | 421   | 504   | 592   | 561   | 559   | 539   | 698   | 736   | 788   | 829   |

## Městská správa

### Části města
- Týnec nad Labem
- Lžovice
- Vinařice

V letech 1869–1890 k městu patřila i Bělušice.

### Územněsprávní začlenění
Dějiny územněsprávního začleňování zahrnují období od roku 1850 do současnosti. V chronologickém přehledu je uvedena územně administrativní příslušnost obce v roce, kdy ke změně došlo:
- 1850 země česká, kraj Pardubice, politický i soudní okres Kolín[9]
- 1855 země česká, kraj Čáslav, soudní okres Kolín
- 1868 země česká, politický i soudní okres Kolín
- 1939 země česká, Oberlandrat Kolín, politický i soudní okres Kolín[10]
- 1942 země česká, Oberlandrat Praha, politický i soudní okres Kolín[11]
- 1945 země česká, správní i soudní okres Kolín[12]
- 1949 Pražský kraj, okres Kolín[13]
- 1960 Středočeský kraj, okres Kolín
- 2003 Středočeský kraj, obec s rozšířenou působností Kolín

### Obecní symboly
Znak a vlajka byly městu uděleny rozhodnutím předsedy Poslanecké sněmovny Parlamentu České republiky dne 30. listopadu 2007.

## Společnost

### Rok 1932
Ve městě Týnec nad Labem (1954 obyvatel) byly v roce 1932 evidovány tyto živnosti a obchody:
- Instituce a průmysl: poštovní úřad, telegrafní úřad, telefonní úřad, četnická stanice, 2 katolické kostely, obchodní grémium, sbor dobrovolných hasičů, výroba cementového zboží, hospodářské strojní družstvo, chov ryb, výroba krémů na obuv Orion, továrna na kůže Harrer, výroba lihovin, lom, 2 mlýny, 3 vývozy labského písku, pivovar, výroba sodové vody, strojnická továrna bratří Pernerů.
- Služby (výběr): 2 lékaři, zvěrolékař, 2 autodopravy, kino Sokol, 2 cukráři, 5 obchodníků s dobytkem, 2 drogerie, 2 hodináři, 9 hostinců, hudební škola, knihař, knihy a hudebniny, kominík, 2 konfekce, konsumní družstvo, lékárna, obchod s obuví Baťa, 7 obuvníků, 4 obchody s ovocem a zeleninou, obchod papírnický, sklenář, 15 obchodů se smíšeným zbožím, občanská záložna, spořitelna města Kolína, tesařský mistr, 3 vinárny, 4 zahradnictví, zednický mistr, zubní ateliér, 5 obchodů se železem.

Ve vsi Vinařice (300 obyvatel, samostatná obec se později stala součástí Týnce nad Labem) byly v roce 1932 evidovány tyto živnosti a obchody: hostinec, obuvník, obchod s ovocem a zeleninou, řezník, obchod se smíšeným zbožím, trafika, zámečník.

## Doprava
Dopravní síť
- Pozemní komunikace – Obcí prochází silnice II/322 Přelouč – Týnec nad Labem – Kolín. Obcí prochází silnice II/327 Nový Bydžov – Chlumec nad Cidlinou – Týnec nad Labem – Nové Dvory.
- Železnice – Město Týnec nad Labem leží na železniční trati  Kolín – Česká Třebová. Je to dvoukolejná elektrizovaná celostátní trať zařazená do evropského železničního systému, součást 1. a 3. koridoru. Doprava byla zahájena roku 1845, po trati lze jezdit rychlostí 160 km/h.

Veřejná doprava 2011
- Autobusová doprava – Z města vedly autobusové linky např. do těchto cílů: Kolín, Žiželice (dopravce Okresní autobusová doprava Kolín), Chlumec nad Cidlinou, Chvaletice, Kolín, Kutná Hora, Přelouč (dopravce Veolia Transport Východní Čechy).
- Železniční doprava – V železniční zastávce Týnec nad Labem zastavovalo v pracovních dnech 17 párů osobních vlaků a 2 páry spěšných vlaků, o víkendech 11 párů osobních vlaků.

Veřejná doprava 2021
- Autobusová i vlaková doprava byla zařazena do PID - Pražská Integrovaná doprava. Týnec nad Labem se nachází v tarifním pásmu 8. Obsluhovány jsou Lžovice autobusy a Týnec nad Labem autobusy a vlak, Vinařice jsou obsluhovány pouze vlaky.

## Turistické trasy
- Týnecká naučná stezka městem a okolím
- Labská cyklotrasa (2)

## Pamětihodnosti

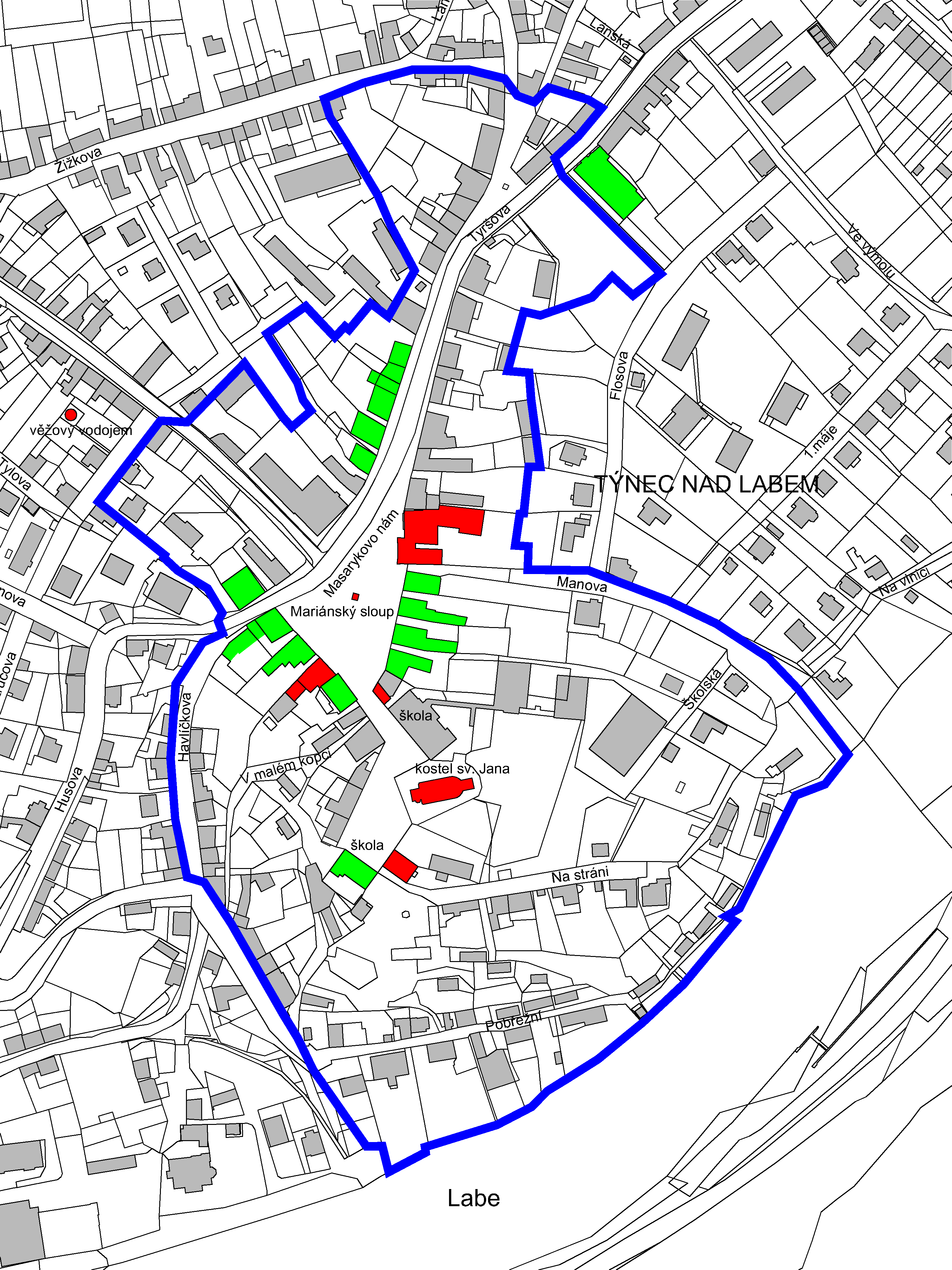
Týnec nad Labem, Městská památková zóna. Legenda: Modrá čára - hranice městské památkové zóny; červeně: zapsané nemovité kulturní památky; zeleně: ostatní památkově hodnotné budovy.

V roce 2003 bylo centrum města vyhlášeno památkovou zónou.
- Mariánské sousoší z roku 1786. Sochy čtyř světců byly zhotoveny dodatečně.
- Velký dům čp. 2 na náměstí z roku 1584
- Hřbitovní kostel blahoslavené Panny Marie Sedmibolestné z roku 1786
- Kostel Stětí sv. Jana Křtitele
- Dům čp. 74
- Tvrz zvaná Hrad
- Hrobka generála Melase
- Radnice z roku 1782
- Pravěké hradiště Kolo
- Památná lípa

## Galerie

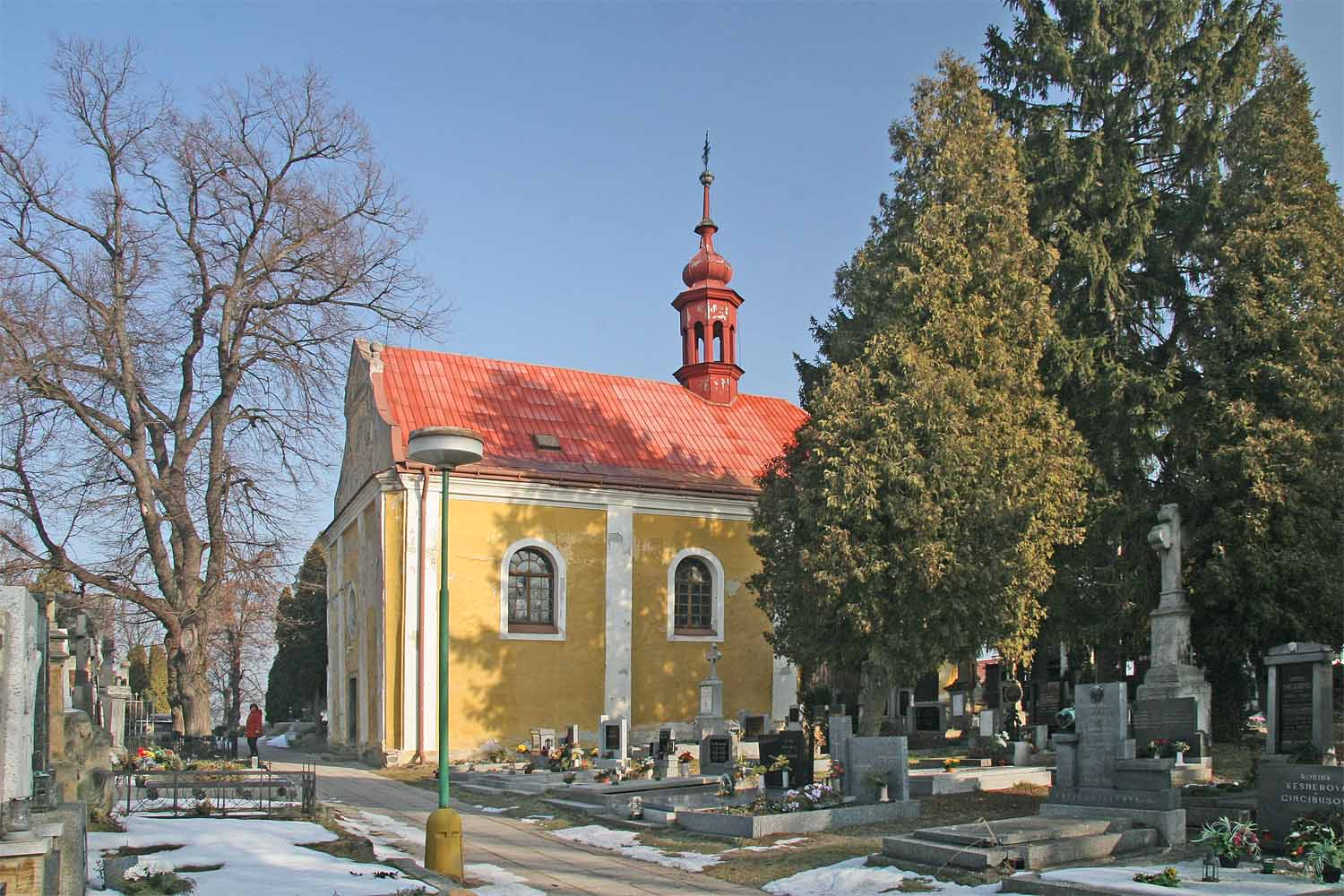
Hřbitovní kostel Sedmibolestné Panny Marie
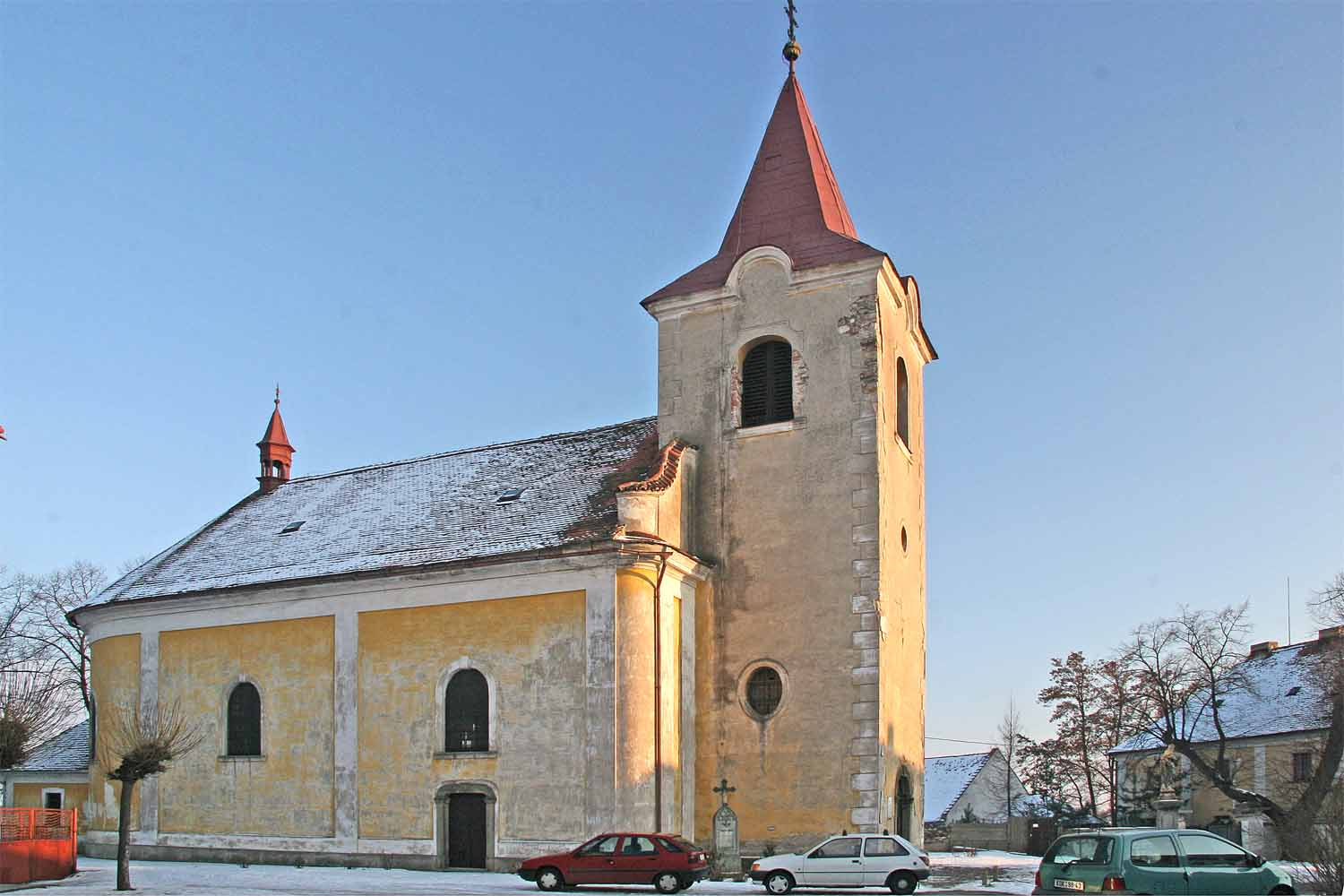
Kostel Sv. Jana Křtitele
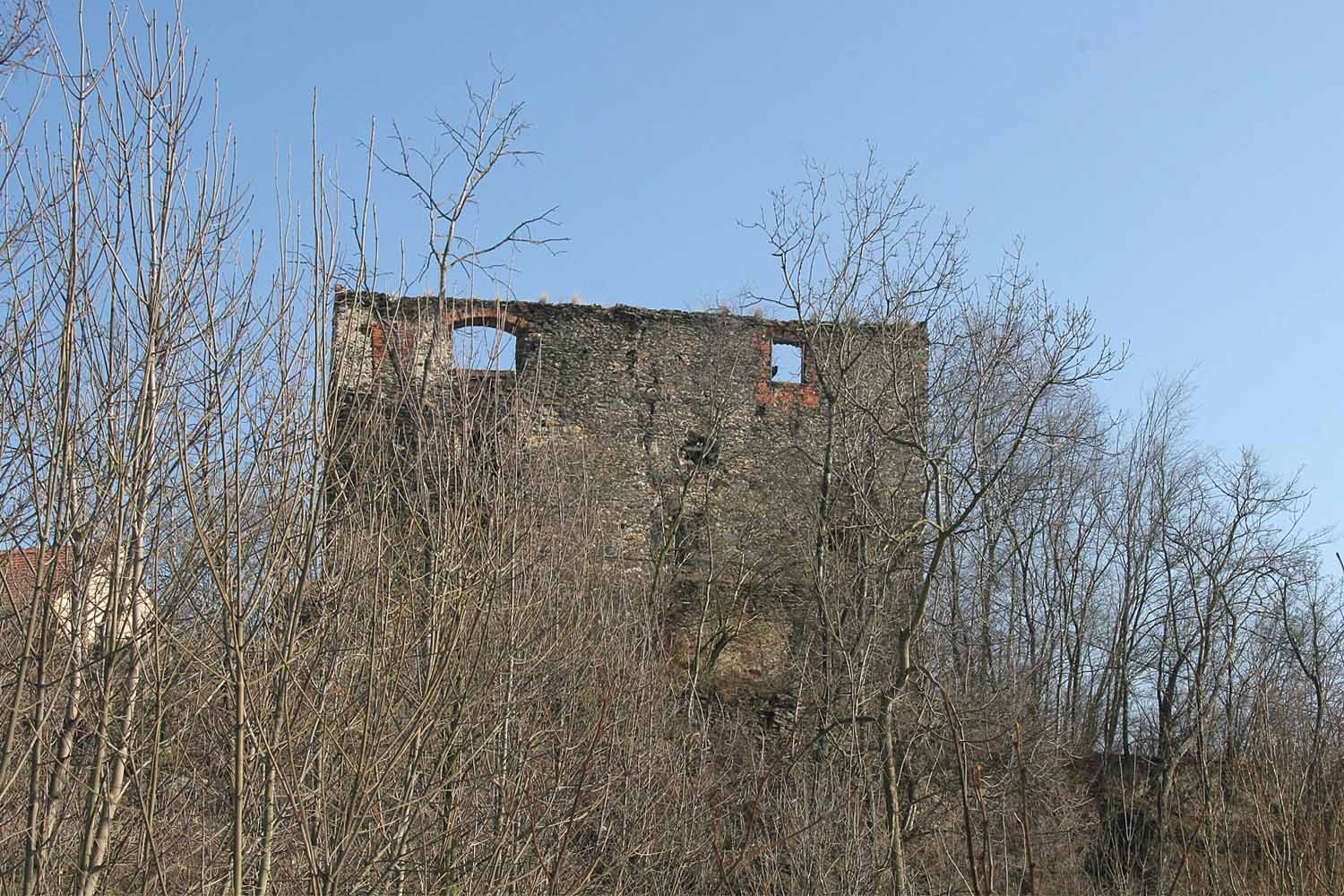
Pozůstatky tvrze
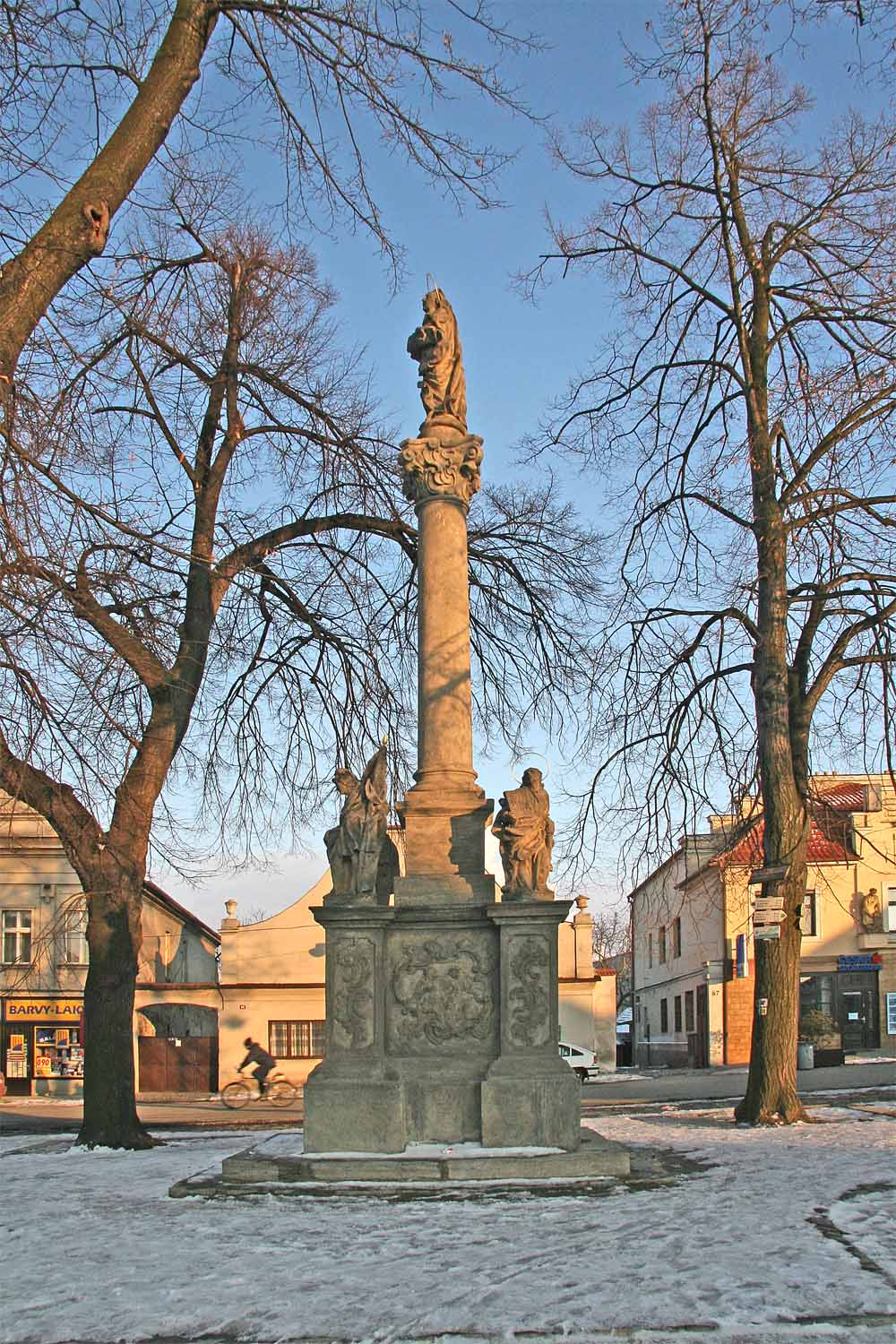
Mariánské sousoší
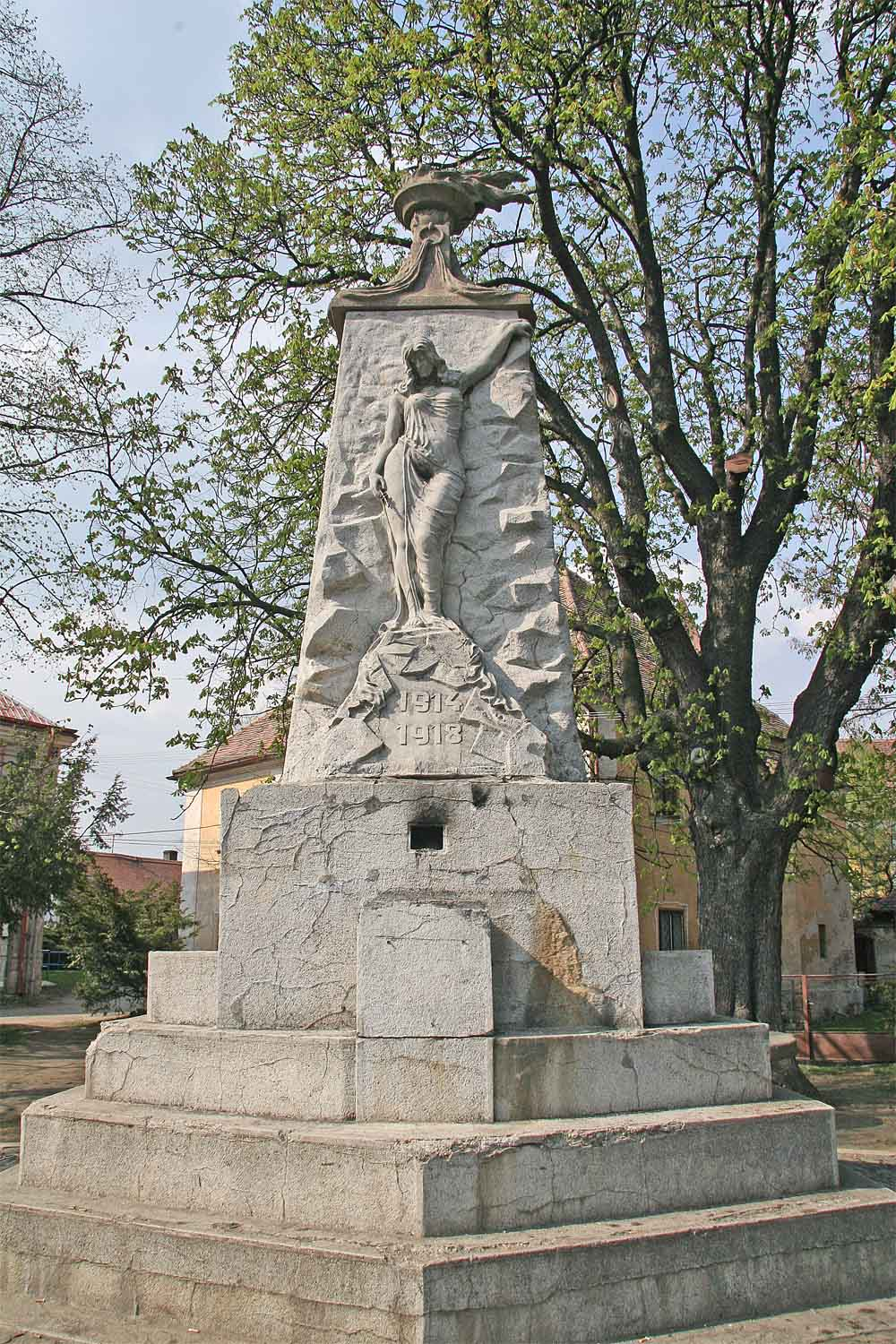
Pomník padlým v první světové válce
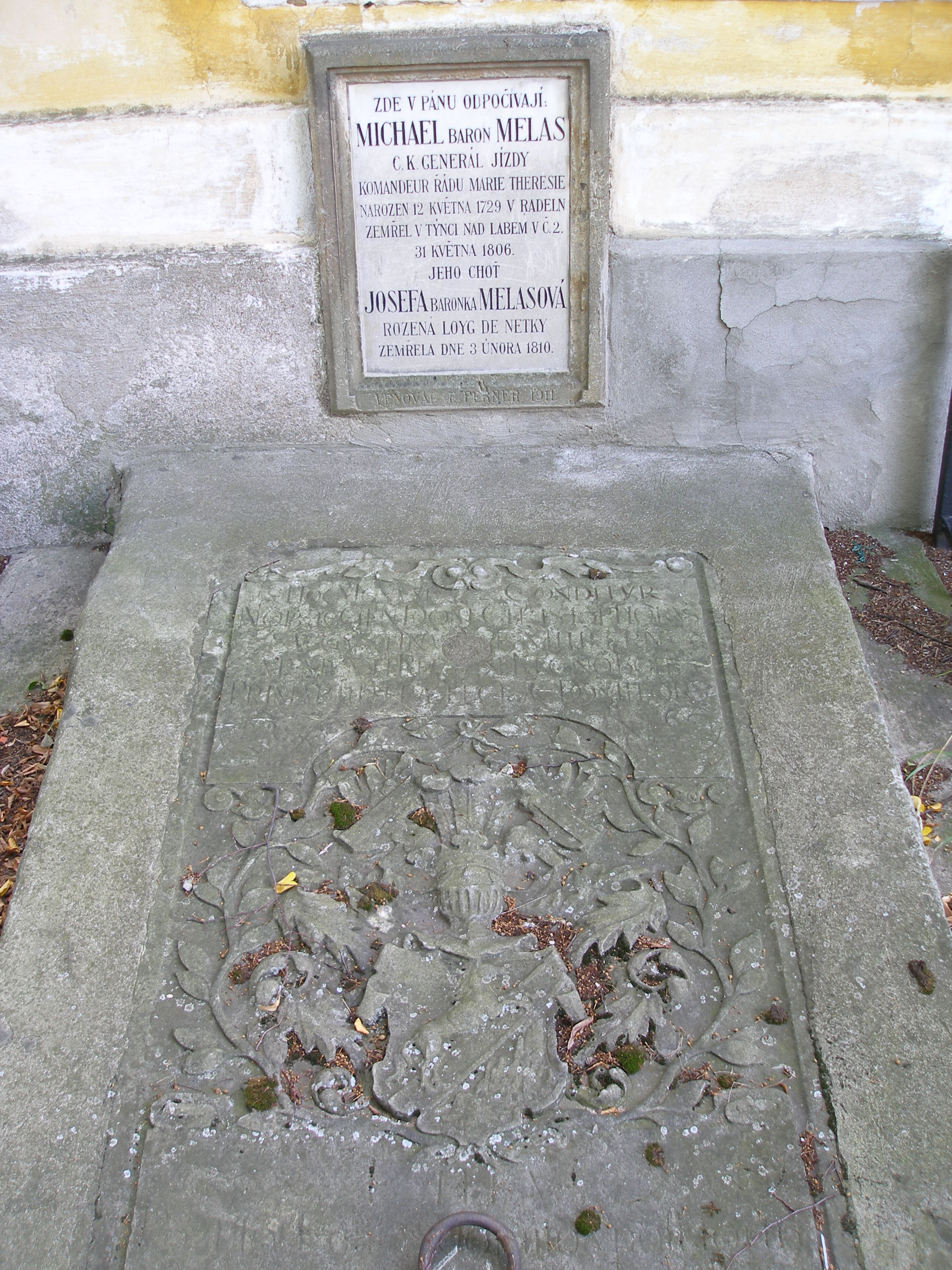
Hrobka generála Melase v Týnci nad Labem